# María de Zayas
María de Zayas y Sotomayor, née en 1590 à Madrid et morte en 1660, est une écrivaine du Siècle d'or espagnol

## Biographie
María de Zayas y Sotomayor est la grande amie de la poétesse et dramaturge Ana Caro de Mallén. Les deux femmes vivent ensemble à Madrid, gagnant leurs vies comme écrivaines, indépendantes de tout homme. Les journaux, lettres et commentaires de contemporains comme Alonso de Castillo Solórzano, et les spécialistes modernes, comme Maroto Camino, amènent à penser qu’elles forment un couple qui exprime son amour tant spirituel que physique. 
Certaines de ses nouvelles ont été traduites par Scarron dans Le Roman comique. 

## Œuvres
- 1632 - La traición en la amistad
- 1637 - Novelas amorosas y ejemplares lire en ligne sur Gallica
  - Les nouvelles amoureuses et exemplaires, composées en espagnol par... Dona Maria de Zayas y Sotto Maior, et traduites en nostre langue par Antoine de Methel, escuier, sieur Douville, 1656
- 1647 - Desengaños amorosos